# Karasjohka
Il Karasjohka (in finlandese Kaarasjoki, in lingua sami settentrionale Kárášjohka) è un fiume della Norvegia. Assieme all'Anarjohka dà origine al fiume Teno nei pressi di Karigasniemi.
Il fiume nasce dal monte Ravdovàrri (nel territorio di Kautokeino) sull'Altopiano del Finnmark (Finnmarksvidda), nelle Alpi Scandinave. Nella parte alta del suo corso, scorre da sud-ovest verso nord-est in una zona selvaggia di foreste e laghi. Sfocia dopo 166 km nel fiume Teno a circa 12 km ad est dalla cittadina di Karasjok.
I principali affluenti sono l'Iešjohka da ovest e il Bávttajohka da sud.
Tana è l'unico insediamento lungo il fiume.